# Johann Ernst von Holwede
Johann Ernst von Holwede (* um 1580; † 1657) war ein deutscher Jurist, Geheimer Rat und Kanzler in verschiedenen deutschen Staaten.

## Leben und Wirken
Holwede entstammte dem niedersächsisch-westfälischen Adelsgeschlechts Holwede aus dem Hochstift Minden. Er war der Sohn des Johann von Holwede und dessen Ehefrau Catharina geb. Deterding. Sein Vater, mit dem die gesicherte Stammreihe der Familie im Genealogischen Handbuch des Adels beginnt, war in Petershagen begütert und zeitweise als bischöflich mindenscher Amtmann in Rahden tätig.
Über Holwedes Geburt und Jugend sind nichts bekannt. Er studierte Rechtswissenschaft und schloss das Studium mit einer Promotion ab. 1632 wurde er Rat in der Kanzlei der Grafschaft Oldenburg, die in dieser Zeit sowohl als oberstes Gericht der Grafschaft, als auch als Beratungsorgan des Grafen Anton Günther in seinen Regierungsangelegenheiten fungierte. Holwede wurde nach dem Tod des Kanzlers Johann von Prott am 7. April 1635 zu dessen Nachfolger ernannt, allerdings nur noch zum Kanzleidirektor und nicht mehr zum Kanzler, da die Kanzlei ihre Bedeutung als politisches Beratungsgremium verloren hatte und zunehmend auf ihre Funktion als oberstes Gericht beschränkt wurde. Wegen Konflikten über die Aufgabenverteilung mit dem Landdrosten Otto Philipp von Rüdigheim wechselte Holwede 1638 als Kanzler in den Dienst der Grafschaft Schaumburg, blieb aber oldenburgischer Rat und wurde auch in einzelnen Fällen zu Gutachten aufgefordert. Zeitweise scheint er auch in Diensten der Grafschaft Delmenhorst gestanden zu haben, da er 1647 finanzielle Mittel von dieser erhielt. 1646 wurde er Kanzler des Hochstifts Minden. Als dieses im Westfälischen Frieden dem Kurfürstentum Brandenburg als Entschädigung für anderweitige Verluste zugesprochen wurde, trat Holwede in brandenburgische Dienste über, wurde in seinem Amt bestätigt und erhielt den Titel eines Geheimen Rats. Daraufhin gab er im September 1654 seinen oldenburgischen Bestallungsbrief zurück.

## Familie
Holwede war in erster mit der aus Rostock stammenden Sophie (von) Werner liiert. In zweiter Ehe mit Agnes geb. Reiche, ebenfalls aus Rostock, verheiratet. Aus dieser Ehe stammte u. a. Johann Friedrich von Holwede (1619–1662), der zunächst in schwedischen Diensten stand und später Obristleutnant in brandenburgischen Diensten wurde. Von diesem ist die sandsteinerne Grabplatte in der St. Stephanikirche in Helmstedt erhalten.